# Рихард Щраус
Вижте пояснителната страница за други личности с името Щраус.
Рихард Георг Щраус (на немски: Richard Georg Strauss) е германски композитор и диригент.
Учи теория на музиката и инструментознание при Франк Майер. Главен диригент е на Берлинската опера (1898–1918) и на Виенската опера (1919–1924).
Сред най-значимите произведения на Щраус са неговите програмно-симфонични произведения. Симфоничните му поеми и опери продължават традициите на Хектор Берлиоз и Ференц Лист, както и оркестровия стил на Рихард Вагнер. Типични за произведенията на Щраус са изяществото, красотата на мелодията, богатството на хармонията и оркестрацията. Теми и сюжетите в творчеството му често са вдъхновени от класическата литература:
- 1886 – „Макбет“
- 1888 – „Дон Жуан“
- 1895 – „Тил Ойленшпигел“
- 1897 – „Дон Кихот“

В оперите му е залегнала традицията на митологичната опера:
- 1905 – „Саломе“
- 1908 – „Електра“
- 1912 – „Ариадна на Наксос“

както и на комичната опера: „Кавалерът на розата“ (1911). Заедно с това в произведенията му се срещат и елементи на натурализъм – „Домашна симфония“ (1903).